# Emericella appendiculata
Emericella appendiculata är en svampart som beskrevs av Y. Horie & D.M. Li 1998. Emericella appendiculata ingår i släktet Emericella och familjen Trichocomaceae.   Inga underarter finns listade i Catalogue of Life.